# Луполово (предместье Могилёва)
Луполово — ранее посад (предместье) Могилёва, расположенный на восточном берегу Днепра. В настоящее время часть Октябрьского района города.

## Образование посада
С XV века в исторических документах упоминается Заднепровский посад Могилева. На территории Заднепровского посада некогда находились Луполовская и Троицкая сотни. В конце XIX века за этой частью Могилева закрепилось название — Московское предместье. Однако более известно название — «Луполово».
Через эту часть города проходили торговые пути на юг и восток. Кожаные изделия, которыми в течение столетий славились луполовские мастера, вывозились в Польшу и Прибалтику. Торговля велась с городами левобережной Украины. Кроме ремесленничества и торговли, жители Заднепровья занимались земледелием, огородничеством, садоводством (в частности, выращивали арбузы, абрикосы) и животноводством.
Свидетельством развития ремесленничества и торговли являются названия улиц. С XVII ст. известны улицы: Мстиславская, Чаусская, Черниговская, Ольховская, Луполовская, Гончарная, Алейная (на ней жили мастера, которые производили подсолнечное масло) и др. В 1604 г. на территории Луполова насчитывалось 204 домовладельца, у которых было 214 гектаров усадебной и огородной земли. На левом берегу Днепра находилась значительная часть городских сенокосов и 2000 гектаров королевского леса, который принадлежал городу. В районе Любужа находилась также городская мельница.

## Происхождение названия
Название посада (предместья) «Луполово» очень древнее.
С одной стороны, в этом месте жили преимущественно кожевники, которые «лупили шкуру с животных», поэтому, скорее всего, позже место их проживания трансформировалось в название «Луполово». В конце ХІХ — начале XX вв. на территории Московского предместья находилось 30 кожевенных заводов.
Но существует и другая версия. Луполово возникло недалеко от урочища Грабеж. Возможно, что название происходит от словосочетания «лупу брать» — собирать дань с проезжих купцов.

## История
В течение войн XVI — XVIII веков предместье и его жители сильно пострадали. Неоднократно уничтожались строения, разграблялось имущество горожан. Из-за удобной равнинной местности на территории предместья размещались на постой армии, проводились военные манёвры.
Именно здесь, на левом берегу Днепра, в 1581 году стоял вместе со своими казаками и ратными людьми готовясь к штурму Могилёвского замка, будущий покоритель Сибири Ермак Тимофеевич.
В 1706 году на Луполово производил осмотр своей армии царь Пётр I, который прибыл в Могилёв вместе с Мартой Скворонской.
8 сентября 1708 года в ходе Северной войны (1700—1721) войско Петра I, через несколько недель после изрядного ограбления Могилёва стоявшим тут около 2-х месяцев войском шведского короля Карла XII, сожгло цветущий и богатый торгово-купеческо-ремесленный город.
Тогда сгорела вся правобережная (вместе с центром) часть города. Деревянное Луполово уцелело. Его жители вовремя угнали и спрятали все лодки и другие «переправочные средства».
В мае 1780 года в Могилеве для встречи с австрийским императором Иосифом II прибыла российская императрица Екатерина ІІ. Специально для них на Луполово были устроены грандиозные военные манёвры.
В 1802 году здесь был организован военный смотр для императора Александра I, выказавшего желание увидеть то, как действуют армии в условиях максимально приближенным к боевым. В итоге погибли десятки солдат и местных жителей, пришедших посмотреть на зрелище.

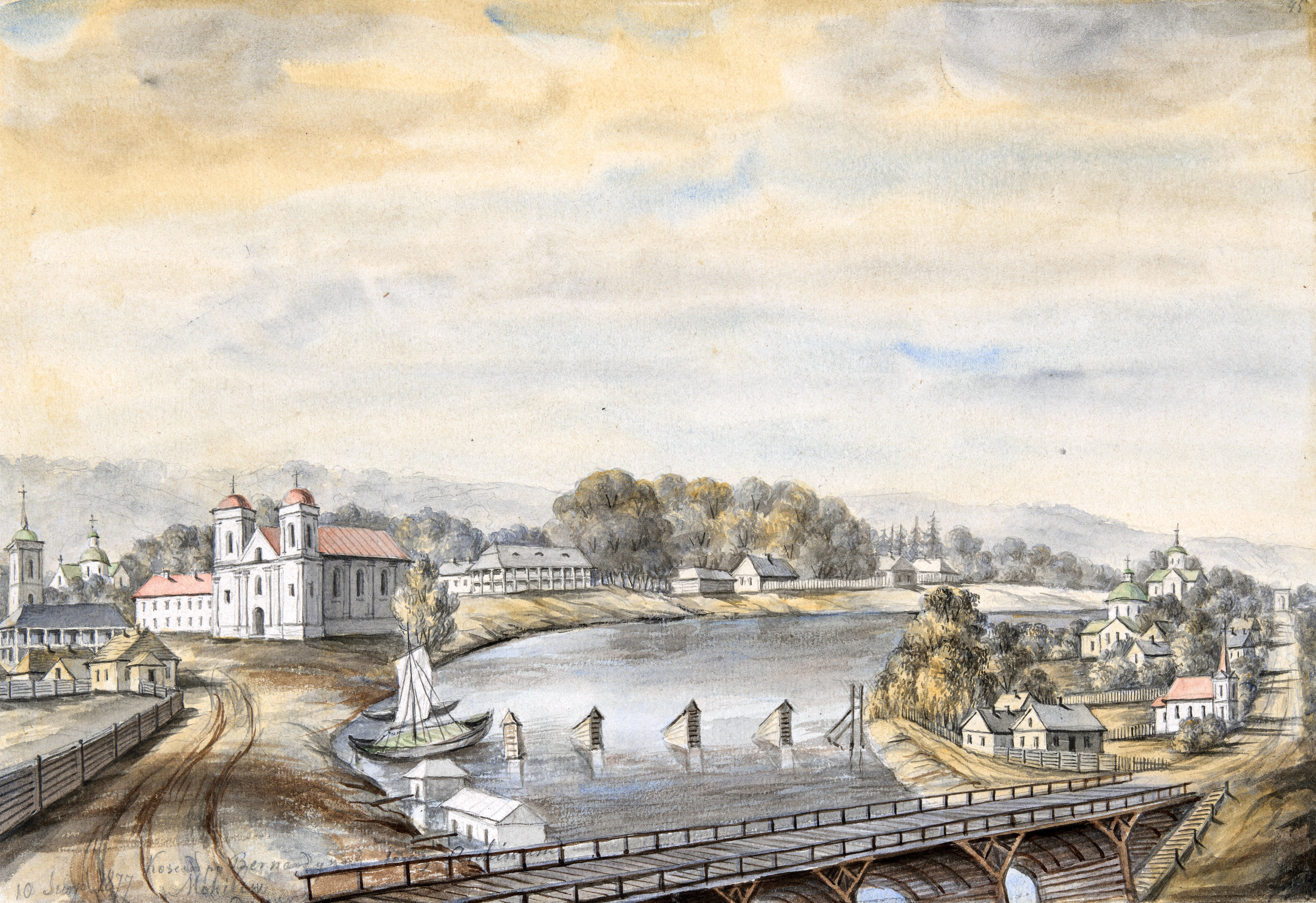
Могилёв. Гравюра Наполеона Орды

В Заднепровье размещались две православные церкви, костел, несколько синагог.
Православные церкви: Троицкая (от её названия происходит название сотни) и Петропавловская. Приход Троицкой церкви был основан в XVI веке, деревянная церковь известна с XVII века. С 1792 года Луполово украсила каменная Троицкая церковь, которая находилась почти на самом берегу Днепра. Деревянная Петропавловская церковь известна с 1633 года. Строительство каменной церкви началось в 1769 г.
Все церкви были закрыты в 1929—1930 годы. Частично они были повреждены в годы войны 1941—45 гг. и окончательно разрушены в 1950-е годы.
В 1841 — 49 годы через Луполово был проложен путь «Орша — Довск», как часть магистрали «Петербург — Киев». В 1860 году был сдан в эксплуатацию мост на свайных опорах через Днепр. К проектировке, созданию дороги и моста имел непосредственное отношение инженер, полковник, автор первого в России учебника по механике — Николай Ястржембский.
Именно в Могилёве он написал продолжение «Мертвых душ» Гоголя. Опубликованные в Москве, они были восприняты читателями как оригинальное, чудом спасенное произведение великого писателя. Позже с большим трудом Н. Ястребский сумел убедить литературоведов в том, что это «мистификация», а автор продолжения — именно он, а не Гоголь.
Мост через Днепр был уничтожен в годы Великой Отечественной войны.
Во второй половине XIX в. Луполово славилось своими пивоварами. «Луполовское» пиво было широко известно даже за границами России. В 1862 году был создан пивоваренный завод Ф.Лекерта, а в 1870 году — пивоваренный завод, который принадлежал Э. Яннику.
В 1909—1910 годах в кожевенных мастерских Могилева работал Тишка Гартный (Дмитрий Жилунович), который позже стал известным белорусским поэтом, академиком, первым руководителем правительства БССР.
Вскоре после Октябрьской революции Могилев был оккупирован сначала войсками под командованием генерала Ю. Довбор-Мусницкого, а затем германскими войсками.
23 мая 1918 года по Днепру стала проходить граница между кайзеровской Германией и советской Россией. На Луполово закрепилась советская власть. Предместье стало пограничным городом. На мосту через Днепр с обеих сторон (советской и германской) были выставлены часовые.
31 мая 1918 года на собрании представителей местного населения, которое состоялось на Луполово, был избран Луполовский уездный исполнительный комитет. Именно с этого момента начинается советская история Луполова и Луполовский район — административных единиц, которые имели отдельный от города Могилева статус.
10 июня 1918 года граждане Луполова заявили о своем желании остаться в составе РСФСР. И с 1919 года по 1924 год Луполово как и Могилёв входит в состав советской России.
С 3 марта 1924 года Луполово в составе БССР.
В 1926 году Луполово снова стало частью Могилева. Луполовский район, а в его состав входило 19 сельсоветов, просуществовал до марта 1931 года.